# Scrancia atrifrons
Scrancia atrifrons är en fjärilsart som beskrevs av George Francis Hampson 1910. Scrancia atrifrons ingår i släktet Scrancia och familjen tandspinnare. Inga underarter finns listade.